# Château Saint-Pierre
Koordinaten: 45° 8′ 49,4″ N, 0° 44′ 33,9″ W

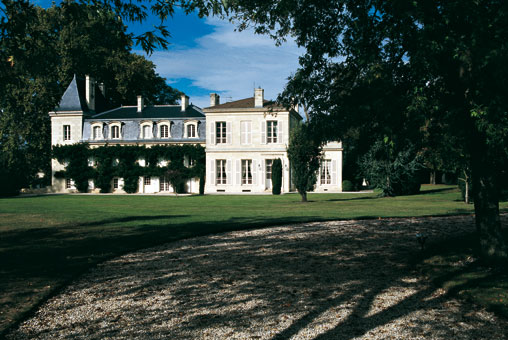
Château Saint-Pierre

Das Château Saint-Pierre ist ein weniger bekanntes Weingut von Bordeaux. Seit der Klassifikation von 1855 ist das Weingut als Quatrième Grand Cru Classé eingestuft (vierte Stufe der Klassifikation). Château Saint-Pierre verfügt über eine bestockte Fläche von 17 ha, die ausschließlich Rotwein der Appellation Saint-Julien hervorbringt. Das Weingut wird zurzeit von Jean-Louis Triaud, dem Schwiegersohn von Henri Martin, geführt.
Es liegt in Saint-Julien-Beychevelle. Das Gut ist mit rund 17 Hektar recht klein. 70 % der Fläche ist mit der Rebsorte Cabernet Sauvignon, 20 % mit Merlot und 10 % mit Cabernet Franc bestockt. Das Gut erzeugt in mittleren Jahren etwa 60.000 Flaschen Wein. Das mittlere Alter der Rebstöcke liegt bei 40 Jahren. Der Wein verbleibt rund zwölf Monate im Barrique, die jährlich zur Hälfte ausgetauscht werden.
Unter den Jahrgängen von Saint-Pierre ragen die Weine von 2001 (Weinbewertung: 88–90 PP), 2000 (89+ PP) und 1990 (90 PP) hervor.
Anfang der 1980er Jahre vereinte Henri Martin das Gutsgebäude mit dem aktuellen Weinberg, der vormals dem Weinhändler M. van den Bussche aus dem belgischen Antwerpen gehörte. 1920 erwarb Charles Van Den Bussche mit seiner Firma Vanden Bussche & Fils das Weingut. Château Saint-Pierre wird vom Önologen Jacques Boissenot sowie dessen Sohn Eric begleitet und beraten.